# Eugenia Cauduro
Eugenia Cauduro Rodríguez (Cidade do México, 20 de dezembro de 1968) é uma atriz mexicana. É mais conhecida no Brasil por interpretar Marisa Gomes-Ruiz em Um Caminho para o Destino, Dolores Martínez em Abismo de paixão e Vanessa Coronel de Alcázar em Teresa.

## Biografia
Filha de Ernesto Rodriguez e Silvia Cauduro, Eugenia tem uma irmã, Adriana. Ao seis anos, ela integrou ao balé clássico e aos 15, desfilou pelas passarelas pra fora do país. Eugenia começou seus estudos no Colégio Boden Powel, estudou desenho industrial na UNAM (Universidade Nacional Autónoma de México), teve aulas de guitarra acústica e saxofone. Em 1980, Eugenia integra a Companhia de Dança Nacional.
Aos 22 anos, sua fama se consagrou tornando-se a imagem do Canal de Las Estrellas, e entrando para o teatro. Como atriz, ela estrelou a peça Juegos por Sociedad. A partir daí, Eugenia deu um grande salto para as telenovelas. Entre 1997 e 2007, ela atuou nas seguintes novelas: Alguna vez tendramos alas, Una luz en el camino, Nunca te olvidaré, DKDA: Sueños de juventud, Qué bonito amor, Teresa, Mentir para vivir, entre outros.
Em 2014, integrou no elenco da novela El color de la pasión, atuando ao lado René Strickler e Claudia Ramírez.
Em 2016 integrou o elenco estelar de Un camino hacia el destino. Em 2017 fez uma participação especial em Papá a toda madre. 
Em 2018 co-protagonizou a novela Hijas de la luna, compartilhando créditos com Michelle Renaud, Danilo Carrera, a primeira atriz Cynthia Klitbo, Omar Fierro.
Em 2019 integrou o elenco da produção Médicos, Línea de vida, de José Alberto Castro.

## Vida pessoal
Eugenia casou-se com o empresário Enrique Morán. O relacionamento durou até 2008, do qual tiveram dois filhos, Patrick e Luciana.

## Filmografia

### Televisão
- A.mar, donde el amor teje sus redes (2025) .... Gertrudis Cuevas Castillo
- Vivir de amor (2024) .... Cristina Rivero Cuéllar de Pastrana / de Aranda
- Pienso en ti (2023) .... Loreta Ortiz de Torreblanca
- Amor dividido (2022) .... Cielo Sánchez Robles de Moreno
- Quererlo todo (2020-2021) .... Esmeralda Santos Coronel
- Médicos (2019-2020) .... Patricia Antúnez de Guerrero
- Esta historia me suena (2019) .... Fedra Ornelas
- Por amar sin ley (2019) .... Josefina Pulido
- Hijas de la luna (2018) .... Teresa Pérez
- Papá a toda madre (2017) .... Aurora Silvetti de López-Garza
- Un camino hacia el destino (2016) .... Marisa Gómez-Ruiz de Montero
- El color de la pasión (2014) .... Magdalena Murillo Rodarte de Hernández
- Mentir para vivir (2013) .... Rosa
- Qué bonito amor (2012-2013) .... Gloria Reyes
- Abismo de pasión (2012) .... Dolores "Lolita" Martínez
- Teresa (2010-2011) .... Vanessa Coronel de Alcázar
- Un gancho al corazón (2008-2009) .... Gabriela Palacios de Ulloa
- Tormenta en el paraíso (2007-2008) .... Analy Mayú de Lazcano
- El amor no tiene precio (2005-2006) .... Aracely Montalbán
- Alegrijes y rebujos (2003-2004) .... Mercedes de Domínguez
- Niña amada mía (2003) .... Julia Moreno
- El precio de tu amor (2000) .... Gabriela Galván
- DKDA Sueños de juventud (1999-2000) .... Ángela Rey Arias
- Nunca te olvidaré (1999) .... Silvia Requena Ortiz
- Una luz en el camino (1998) .... Luisa Fernanda
- Alguna vez tendremos alas (1997) .... Magdalena Arredón Mejía

### Séries de TV
- Gossip Girl Acapulco (2013) .... Leonora Fuenmayor
- Como dice el dicho (2011) .... Bertha
- Cabeza de buza (2009)
- Desde la locacion (2008) .... Ela mesma
- Mujer, casos de la vida real (2001)
- Derbez en cuando (1998) .... Rainha

### Teatro
- La sirenita
- El poder de los homens
- Mama nos quita los novios
- La cenicienta
- Juegos la Sociedad
- Mujeres al frente espejo

## Prêmios e indicações

### TVyNovelas
| Ano  | Categoria                    | Programa/Telenovela       | Resultado |
| ---- | ---------------------------- | ------------------------- | --------- |
| 2013 | Melhor atriz co-protagonista | Abismo de pasión          | Indicado  |
| 2003 | Melhor atriz co-protagonista | Niña amada mía            | Venceu    |
| 1998 | Melhor atriz antagonista     | Alguna vez tendremos alas | Venceu    |

### Más Que Telenovelas
| Ano  | Categoria                  | Programa/Telenovela       | Resultado |
| ---- | -------------------------- | ------------------------- | --------- |
| 2012 | Melhor co-atuação feminina | Abismo de pasión          | Venceu    |
| 2009 | Melhor co-atuação feminina | Un gancho al corazón      | Indicado  |
| 2007 | Melhor vilã                | El amor no tiene precio   | Indicado  |
| 2004 | Melhor vilã                | Alegrijes y rebujos       | Indicado  |
| 1998 | Melhor vilã                | Alguna vez tendremos alas | Venceu    |
| 1998 | Atriz revelação            | Alguna vez tendremos alas | Venceu    |